# Petite drève de Groenendael
La Petite drève de Groenendael (en néerlandais: Groenendaeldreefje) est une voie bruxelloise de la commune d'Uccle.

## Situation et accès
Cette drève, longue de 1.199 mètres, est située en forêt de Soignes.